# Burggraf

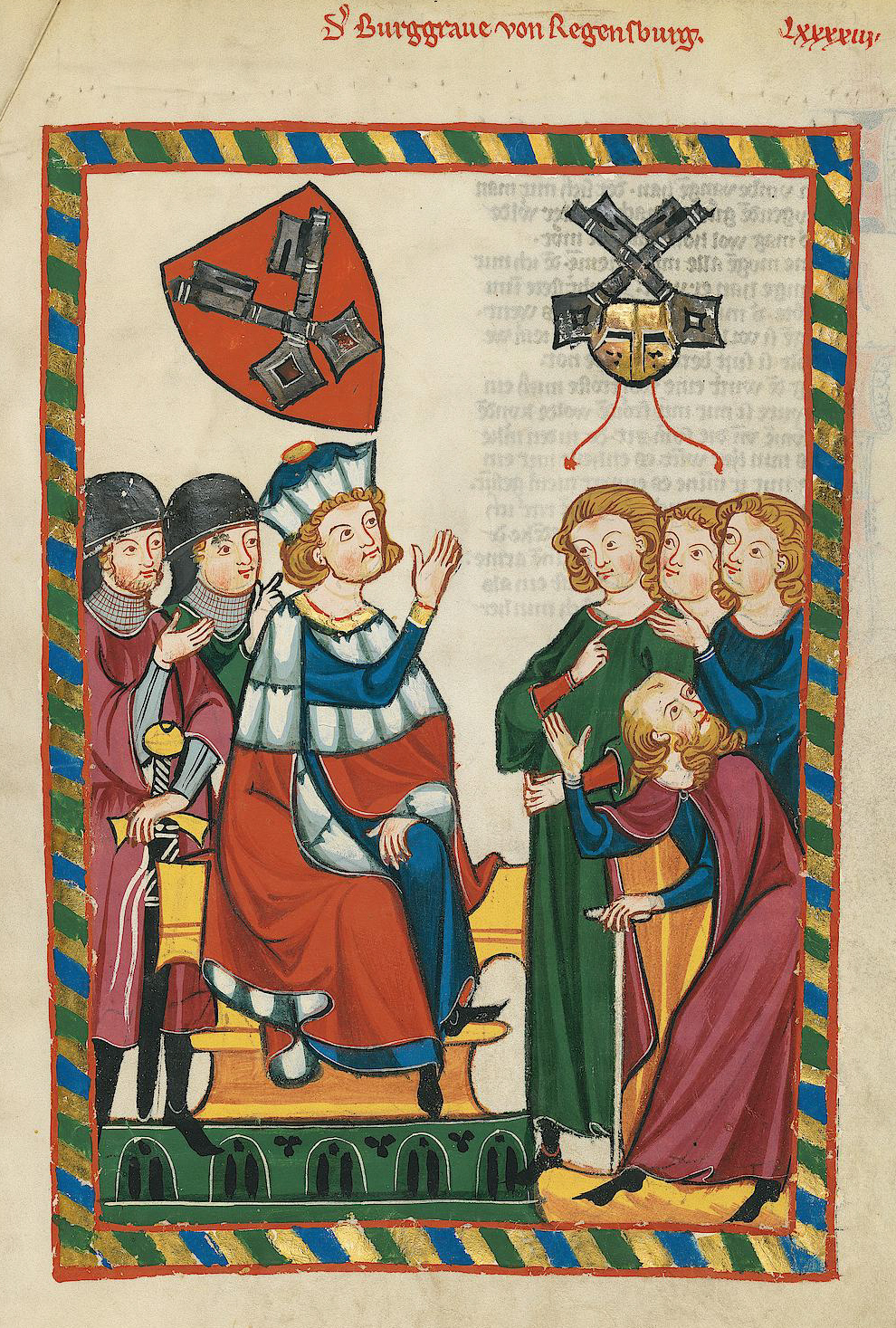
The Thành địa Bá tước xứ Regensburg đang chủ trì một phiên tòa, hình minh họa đầu thế kỳ 14 trong Codex Manesse.

Thành địa Bá tước hay còn được gọi là Thành chủ Bá tước (tiếng Đức: Burggraf, tiếng Latinh: burgravius, burggravius, burcgravius, burgicomes, cũng có thể là praefectus, hay theo tiếng Anh là Burgrave hay Burggrave), là một tước vị của Đế quốc La Mã Thần Thánh vào thời Trung cổ dành cho người chỉ huy quân sự và tư pháp của một pháo đài hoặc thành trì ở Đức giữa thế kỷ 12–13, được phong tước bởi Hoàng đế La Mã Thần Thánh hoặc vua. Lãnh thổ của nó được gọi là "Thành địa Bá quốc" (tiếng Đức: Burggrafschaf cũng có thể là Burggrafthum, tiếng Latinh: praefectura, tiếng Anh: Burgraviate, Burgravate). Về sau, nó trở thành một tước hiệu quý tộc cha truyền con nối, tương đương cấp bá tước với trách nhiệm cai trị lâu đài hoặc thành phố và vùng phụ cận.
Địa vị của một Thành địa Bá tước có thể ngang hàng với một Bá tước (tiếng Đức: graf, tiếng Latinh: comes), có quyền hành về tư pháp dưới áp lực trực tiếp từ hoàng đế, vua hoặc một người cai trị lãnh địa điền trang hoàng gia, một giám mục vương quyền hay lãnh chúa lãnh thổ. Chức năng của họ là thay mặt cho vua, hoàng đế chịu trách nhiệm về hành chính, quân sự và quyền tài phán trên lãnh thổ của mình. 
Theo thời gian, tước hiệu này trở thành một vị trí hành chính thuần túy do các công vụ cấp trung hoặc cấp cao nắm giữ.
Một thành địa bá tước cai trị một vùng lãnh thổ rộng lớn cũng có thể sở hữu quyền đúc tiền và có thể đúc tiền xu địa phương của trong lãnh thổ của họ.